# Tol-e Ashkī
Tol-e Ashkī (persiska: تُلَشكی, تل اشكی, Tolashkī) är en ort i Iran.   Den ligger i provinsen Bushehr, i den centrala delen av landet, 700 km söder om huvudstaden Teheran. Tol-e Ashkī ligger 29 meter över havet och antalet invånare är 717.
Terrängen runt Tol-e Ashkī är platt. Runt Tol-e Ashkī är det ganska glesbefolkat, med 40 invånare per kvadratkilometer. Närmaste större samhälle är Choghādak, 13,1 km sydväst om Tol-e Ashkī. Trakten runt Tol-e Ashkī är ofruktbar med lite eller ingen växtlighet.